# Non ti aspettavo (Libertà)
Non ti aspettavo (Libertà) è un singolo del cantante pop tedesco Nevio, pubblicato nei primi mesi del 2009 dall'etichetta discografica Polydor.
Interpretato insieme alla cantante pop australiana Gabriella Cilmi, anch'ella di origini italiane, la canzone è stata scritta da Christian Lohr, Maya Singh, Niccolò Agliardi, Nevio Passaro e Federico Zampaglione ed è stata prodotta da Christian Lohr.
Il brano alterna parti in lingua italiana e in lingua inglese; in questa canzone, la cantante australiana ha inciso per la prima volta una canzone in lingua italiana.
Il singolo è stato estratto dal secondo album di inediti di Nevio, Due.

## Tracce
1. Non ti aspettavo (Libertà) – 4:06